# Dendrophilacris secoya
Dendrophilacris secoya är en insektsart som beskrevs av Marius Descamps 1980. Dendrophilacris secoya ingår i släktet Dendrophilacris och familjen gräshoppor. Inga underarter finns listade i Catalogue of Life.